# Абхазо-южноосетинские отношения
Абхазо-южноосетинские отношения (абх. Аԥсны-Аахыҵ Уаԥстәыла азыҟазаара; осет. Абхазийы-Хуссар Ирыстоны хъуыд) — двухсторонние дипломатические отношения между частично признанными государствами Республикой Абхазия и Республикой Южная Осетия.

## История
Абхазия и Южная Осетия признали независимость друг друга путем подписания договора о дружбе и сотрудничестве или ранее.
19 сентября 2005 года, за день до 15-й годовщины независимости Южной Осетии, президент Абхазии Сергей Багапш и Президент Южной Осетии Эдуард Кокойты подписали в Цхинвали договор о дружбе и сотрудничестве. Договор был ратифицирован парламентом Южной Осетии 27 декабря и парламентом Абхазии 15 февраля 2006 года. 20 сентября Кокойты наградил Багапша медалью Почета.
Дипломатические отношения между обеими странами были установлены 26 сентября 2007 года.
В последние годы правительства Абхазии и Южной Осетии тесно сотрудничали в поисках большего международного признания. Лидеры Абхазии и Южной Осетии также подписали пакт о взаимной обороне, в котором говорится, что в случае нападения на одну из стран, другая должна принять участие в обороне другой. Во время войны в Южной Осетии в 2008 году абхазские солдаты и добровольцы при поддержке российских десантников выбили грузинские войска из их последнего оплота в Кодорском ущелье Абхазии, в то время как российские и югоосетинские войска вели тяжелые бои с грузинскими силами.
18 августа 2015 года Абхазия и Южная Осетия подписали соглашение о безвизовых поездках во время визита министра иностранных дел Абхазии Вячеслава Чирикба в Цхинвали. Оба государства являются членами содружества непризнанных государств (СНГ-2).